# 청담국제고등학교
《청담국제고등학교》는 대한민국의 OTT 서비스인 Wavve 오리지널 드라마이다.

## 기획 의도
여고생 살인사건의 유일한 목격자이자 흙수저 전학생 '혜인'과 유력한 용의자이자 교내 최고 권력 DIAMOND6의 여왕 '제나'의 위태로운 만남. 모두가 선망하는 귀족학교 청담국제고등학교를 무대로 자신의 것을 지키기 위해 수단과 방법을 가리지 않고 뺏고 뺏기는 두 여자의 권력게임!

## 등급
- 15세 관람가 분류되었다.

## 스트리밍 일정
| 스트리밍 | 기간                              | 업로드 본방송 시간   | 비고   |
| -------- | --------------------------------- | -------------------- | ------ |
| Wavve    | 2023년 5월 31일 ~ 2023년 6월 28일 | 매주 수요일 오후 5시 | 10부작 |

## 출연진

### 주요 인물
- 이은샘 - 김혜인 역
- 김예림 - 백제나 역
- 이종혁 - 서도연 역
- 유정후 - 이소망 역

### 중심 인물
- 장덕수 - 박우진 역
- 박시우 - 민율희 역
- 한다솔 - 오시은 역
- 장성윤 - 김해인 역
- 권세은 - 이선주 역
- 허현서 - 배가영 역
- 고주희 - 나연 역

### 기타 인물
- 김한상 : 백제나의 아버지 역
- 이다해 : 백제나의 어머니 역
- 강민혁 : 이덕민 역
- 김보람 : 하민희 역

## 에피소드 목록
| 화차 | 공개일          | 주제     | 러닝 타임 | 비고 |
| ---- | --------------- | -------- | --------- | ---- |
| 1화  | 2023년 5월 31일 | 태생     | 32분      |      |
| 2화  | 2023년 5월 31일 | 거짓     | 35분      |      |
| 3화  | 2023년 6월 7일  | 불변     | 34분      |      |
| 4화  | 2023년 6월 7일  | 선택     | 35분      |      |
| 5화  | 2023년 6월 14일 | 악연     | 30분      |      |
| 6화  | 2023년 6월 14일 | 덫       | 34분      |      |
| 7화  | 2023년 6월 21일 | 분수     | 38분      |      |
| 8화  | 2023년 6월 21일 | 후회     | 37분      |      |
| 9화  | 2023년 6월 28일 | 본성     | 35분      |      |
| 10화 | 2023년 6월 28일 | 꼬리잡기 | 40분      |      |